# Sacco di Prato

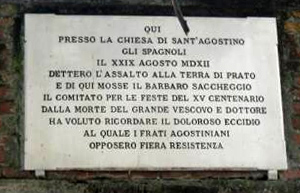
Targa in memoria del sacco di Prato

Viene indicato come sacco di Prato l'assalto alla città toscana da parte dell'esercito spagnolo guidato da Raimondo de Cardona avvenuto il 29 agosto 1512. Vi trovarono la morte circa 6000 cittadini pratesi, molti altri subirono violenze o furono ridotti in prigionia. L'occupazione durò dal 29 agosto fino alla seconda metà di settembre del 1512. Fu un fatto di notevole importanza, non tanto per la misura della strage, che pure fu una delle più crude del secolo in Italia, quanto perché, come prova di forza contro la vicina Firenze repubblicana e ribelle ai Medici, fu il preludio di avvenimenti che determinarono le sorti di una delle più ricche e potenti repubbliche dell'epoca in Italia.

## Prato e la Repubblica Fiorentina nel Cinquecento
L'epoca di Lorenzo il Magnifico (dal 1469 al 1492) per il dominio fiorentino fu un'era di pace, prosperità e grandi traguardi culturali; la città, divenne uno dei centri più raffinati d'Italia e d'Europa, esportatrice di cultura e di conoscenze negli altri centri della penisola grazie ai suoi artisti.
Con la morte di Lorenzo si aprì un'epoca di crisi, dominata dalla figura di Girolamo Savonarola, che dopo la cacciata di Piero il Fatuo (il figlio maggiore di Lorenzo) instaurò nuovamente la Repubblica e creò uno Stato di ispirazione teocratica. Nel frattempo un altro figlio di Lorenzo il Magnifico, Giovanni, era cardinale e responsabile della città di Prato (sarà il futuro papa Leone X dal 1513).
Nel 1512 i Francesi di Luigi XII furono sconfitti dalla Lega Santa, una coalizione creata da papa Giulio II con Ferdinando II d'Aragona e i Veneziani, tale avvenimento costituì per i Medici l'occasione favorevole per rientrare a Firenze, con il sostegno della Spagna e del papa.
Nel congresso di Mantova dell'agosto 1512 venne deciso infatti il rientro dei Medici a Firenze, allora ristabilita come repubblica sotto la guida di Pier Soderini; per questo motivo papa Giulio II decise di fare intervenire gli spagnoli in soccorso dei signori di Firenze, anche per vendicarsi del Concilio di Pisa, messo su contro di lui un anno prima nel territorio fiorentino. I cittadini fiorentini che sapevano dell'arrivo degli Spagnoli, decisero di preparare la loro difesa e di avvertire ed equipaggiare bene anche i Pratesi, visto che anche la loro città era in pericolo.
Già dal 30 luglio del 1512 si aveva qualche notizia della minaccia, ma di preciso non si sapeva da quale via sarebbero passati gli Spagnoli. Intanto furono inviati dei nunzi al viceré per cercare di farlo desistere da questa impresa; il 21 agosto 1512 i Dieci di Balia scrissero al Potestà di Prato, per avvisarlo di ciò che stava per accadere.

## 29 agosto 1512
Il 27 agosto 1512 le truppe spagnole assaltarono il piccolo centro di Campi Bisenzio, facendo una quarantina di vittime.
Il 29 agosto 1512 gli Spagnoli giunsero alle porte di Prato. Nel pomeriggio attaccarono le mura e la porta Mercatale, ma non riuscirono ad aprire nessuna breccia. I soldati spagnoli si concentrarono allora sulla porta del Serraglio (chiamata nel Cinquecento porta al Travaglio) e riuscirono a sfondare; ma i Pratesi, ancora pronti d'animo e speranzosi, si radunarono alla porta e riuscirono ad evitare che i nemici entrassero. L'esercito, allora, cambiò tattica: invece di aprire una breccia provò a sfondare le mura poco distante, martellandole per circa 48 ore con due cannoni e infine facendo danni sufficienti a scavalcarle.
Questa tecnica fu efficace e gli Spagnoli penetrarono in una città atterrita dalla paura: i soldati della città, consci della loro inferiorità, avevano già iniziato a scappare.
Gli Spagnoli furono nel giro di pochissimo tempo padroni di una città di cui uccisero qualunque cittadino si trovassero davanti. Nonostante gli Spagnoli fossero molto religiosi, iniziarono prima di tutto col saccheggiare chiese e monasteri, dove trovarono molte ricchezze.
Le persone furono uccise in tutte le chiese di Prato eccetto che in Sant'Agostino e in San Domenico. Il 29 agosto 1512 alle ore 18:00 Prato era in mano all'esercito spagnolo. Secondo l'opinione comune dei cittadini pratesi, le file spagnole contavano circa 14.000 fanti, 1.000 soldati e 1.500 cavalieri, ma su questi numeri ci sono pareri discordanti.

## Prato durante il sacco
I cittadini di Prato non avevano vie di fuga, dal momento che le numerose porte della città erano state murate, e la città era continuamente sorvegliata dall'esercito.
Il giorno che fu espugnata la città fece il suo ingresso trionfale Giovanni dei Medici. In quel momento la città sembrava un cimitero, il cardinale si era dimenticato del tutto che quella era la città che gli aveva aperto la strada ecclesiastica e della quale si intitolava cardinale.
Le maggiori stragi si compirono nelle chiese, dove si erano raccolti i cittadini di Prato sperando che fossero un luogo sicuro. Si racconta che nella chiesa di S. Stefano, dove si era ammucchiato il maggior numero di persone, un prete infastidito dalle imprecazioni e dalle minacce che mandavano gli spagnoli spalancò le porte, sperando di fare compassione ai soldati, ma purtroppo non andò così, e gli invasori uccisero tutti coloro che si erano rifugiati nella chiesa. Questo accadde anche nelle chiese di S. Domenico e di S. Francesco.
L'esercito spagnolo durante il Sacco fece diversi assalti, il messaggero quando arrivò a Prato ebbe l'impressione che l'esercito che doveva difendere la città non fosse un esercito, bensì un ammasso di contadini. Il messaggero nelle sue lettere spiega anche che questa sua deduzione l'ebbe guardando i corpi dei soldati morti:
“Tutti i morti che ho visti erano villani e non ho visto pur uno che avesse aspetto di soldato.”
Questo ci fa capire chi c'era in quei giorni a difendere la città da un esercito molto più numeroso, agguerrito e organizzato del loro.
Il Potestà e commissari della città si nascosero in un luogo sicuro della fortezza, furono scoperti dagli ispanici e fatti prigionieri. Il Potestà cercò di fuggire ma fu rifatto prigioniero.
Il sacco di Prato durò per 21 giorni, in cui gli Spagnoli torturarono e uccisero circa 6000 persone.
Il resto dei pratesi che era rimasto in vita venne incarcerato e tenuto prigioniero all'interno della città, furono inoltre imposte taglie sui cittadini prigionieri che andavano dai 30 ai 50.000 fiorini.
L'esercito spagnolo lasciò la città il 19 settembre 1512, portando con sé i prigionieri, ovvero i Pratesi che non erano riusciti a pagare le imposizioni economiche che erano state istituite. Qualcuno dei prigionieri fu venduto, qualche altro messo in carcere a Mantova, Bologna e Modena.

## Un testimone oculare
Un'importante testimonianza del sacco di Prato arriva fino a noi da Andrea Bocchineri, nato a Prato nel 1494, che racconta delle vicende vissute durante il Sacco e della sua prigionia. Insieme al cognato Piero Tani cadde prigioniero degli Spagnoli il 29 agosto.
Fu stabilito per i due uomini un riscatto di mille ducati e il padre Gherardo si recò a Firenze per tentare di far soldi e così raggiungere la cifra richiesta; in attesa del ritorno del familiare, Andrea e il cognato furono “legati a un bastone per la gola, per le mane e per li piedi” in un bagno della Chiesa di S. Domenico.
Il 19 settembre poi furono trasferiti a Calenzano e di qui a Barberino, incatenati, privati dei pasti ed esposti al freddo e alle intemperie. A Bologna, furono venduti a Francesco Frescobaldi, fiorentino, commissario di Papa Giulio II che sperava di ricavare i mille ducati originari previsti per i prigionieri; quando si accorse che il denaro tardava ad arrivare cominciò a maltrattare i due pratesi finendo poi per rivenderli agli Spagnoli.
Nel frattempo Piero Tani, provato dalle vicende subite, fu liberato in punto di morte e il padre Gherardo, tornato a riscattare il figlio ed il genero, fu derubato della somma e messo in prigionia assieme al figlio. Rinchiusi in un castello vicino a Sassuolo, i due tentarono più volte di assassinare il loro carceriere riuscendoci solo dopo sei mesi di prigionia utilizzando “un coltellino che v'era con la manica di ferro” .
Il 12 febbraio 1512 fecero ritorno a Prato dove furono accolti dalla famiglia che aveva ormai perso le speranze di rivederli, tutta la città si recò alla casa dei due sfortunati per sentire il racconto di quei terribili giorni di prigionia. Il 26 novembre 1513 Andrea si unì in matrimonio con Caterina, donna con cui si era fidanzato pochi giorni prima del sacco. Bocchineri afferma di non voler dare ulteriori chiarificazioni sull'accaduto ma che “chi volesse vede dipinta l'infelice historia di questi tre prigioni”, può recarsi nella Basilica di Santa Maria delle Carceri dove sotto l'organo si trova una tavola divisa in più immagini raffiguranti tali vicende; un'altra tavola si trova invece nella Chiesa di S. Anna.

## Le testimonianze letterarie
Il sacco di Prato fu un evento che segnò profondamente non solo la popolazione pratese ma anche diversi autori della letteratura italiana. Francesco Guicciardini fu uno di questi, nel 1511 fu mandato in Spagna come ambasciatore fiorentino alla corte di Ferdinando il Cattolico, da questo soggiorno arriva fino a noi una Relazione di Spagna da cui emerge un'accurata descrizione di tipo socio-economico della società e del paesaggio spagnolo e il cosiddetto Discorso di Logrogno: una riflessione acuta sulle istituzioni di Firenze, espressa nel clima di tensione che precedette l'assedio della fortezza fiorentina di Prato della fine di agosto del 1512 e la conseguente caduta della Repubblica con il rientro dei Medici in città.
Il Sacco viene citato da Guicciardini anche in Della istoria d'Italia dove racconta di come l'esercito spagnolo entrò a Prato saccheggiandola violentemente.
Niccolò Machiavelli citò l'accaduto in una lettera datata 16 settembre 1512 in cui l'autore basandosi sul racconto dei profughi, parla di quattromila persone rimaste uccise e di stupri e sacrilegi nei confronti di donne e luoghi sacri. Lo storico Vincent Luciani afferma che Guicciardini parlando degli Spagnoli "rattiene appena il risentimento per le loro immanità durante il sacco di Prato (1512) e quello di Roma (1527), ove le loro sfrenatezze non rispettarono distinzioni né di sesso né di età né di abito".
Valentina Gallo mette in evidenza come nel componimento di Giovanni di Bernardo Rucellai Rosmunda, traspare un forte realismo nel descrivere il sacco di Prato. Indubbiamente l'autore è influenzato da questo recente avvenimento; sceglie un punto di vista femminile, quello di Rosmunda appunto, per descrivere "la corporeità violata, il saccheggio animalesco che duplica e amplifica il topos dei corpi insepolti in pasto alle fiere"lo scempio del sacco e fa emergere a chiare lettere la persona violata, la depredazione selvaggia, l'oltraggio dei morti insepolti. Rucellai nel suo componimento poetico si armonizza con la storia.

## Prato dopo il Sacco

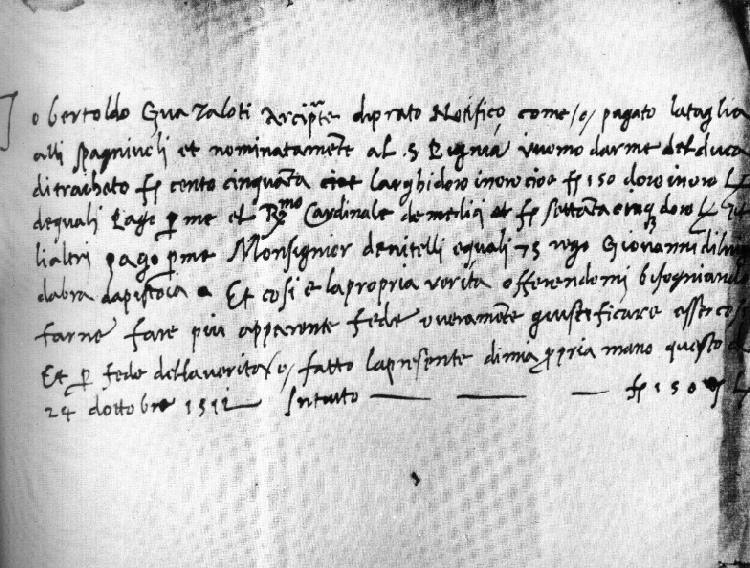
Notificazione di taglia pagata in occasione del Sacco

Dopo 21 giorni di violenze e barbarie subite, Prato si trovò nuovamente sotto il controllo della famiglia Medici; questi due fattori e una grave pestilenza causarono un periodo di forte fermo economico, politico e sociale della città.
Il 21 settembre 1512, il commissario Gherardi scrisse alla Signoria che dopo la partenza degli Spagnoli mancavano circa 200 prigionieri, ma il Modesti diceva che i prigionieri fossero almeno 500, questi ostaggi furono portati via fino al pagamento di una taglia.
Dopo il sacco i Pratesi non avevano i beni di prima necessità per sopravvivere, per questo motivo il commissario Gherardi in un bando decise di obbligare Firenze e tutti gli altri territori della Signoria a rivendere i beni che avevano acquistato dagli abitanti della città durante il sacco, al prezzo a cui l'avevano acquistati, questo bando non fu rispettato da molte delle città circostanti.
Nei libri della cancelleria di Prato infatti, si trovano solamente il nome di due comuni che hanno restituito i beni ai loro legittimi proprietari e sono il comune di Firenzuola e quello di Pistoia. Un'altra città che aiutò Prato fu Lucca che inviò del grano e 500 ducati d'oro.
Nel periodo successivo al Sacco non furono costruiti nuovi edifici ma ristrutturati quelli già esistenti, inoltre l'abbassamento demografico causato dalla peste permise di abbattere vecchie case per creare o ampliare piazze come piazza del Duomo e piazza San Francesco.
Nel 1536 Cosimo dei Medici vista la facilità con cui gli Spagnoli riuscirono ad entrare a Prato, incaricò l'architetto Antonio da Sangallo il Giovane di progettare sei bastioni, tra cui quello di San Giusto e quello di Santa Trinita che sono ancora esistenti; le spese di tali costruzioni furono interamente a carico del popolo pratese. Nel 1574 Francesco I dei Medici fece ristrutturare i bastioni mai utilizzati dall'architetto Bernardo Buontalenti.
Negli anni seguenti si sviluppò e si approfondì in tutta la popolazione pratese un forte sentimento religioso indirizzato verso il culto della Madonna; vennero così costruiti santuari a lei dedicati nei luoghi in cui si credeva che la Madonna avesse compiuto i suoi miracoli, un esempio è il Santuario della Madonna del Soccorso costruito nell'omonima piazza.
Gli storici dopo questo avvenimento, hanno molto discusso sul numero di soldati che ci fosse a difendere Prato, e hanno fatto degli errori Bonaccorsi per esempio dice che i soldati erano 4000, ma sappiamo da Potestà Giovan Batista Guicciardini e dal messaggero dei Fiorentini che i soldati erano in realtà circa 2000.
Per dodici anni a Prato furono concesse diverse immunità fiscali, mentre le imposte sul vino, il macello e il cuoio furono riscosse a beneficio dei Pratesi; inoltre per 14 anni successivi la popolazione ebbe 40.000 ducati per provvedere alla distribuzione di grano, vino e denaro ai più bisognosi.
Così il poeta pratese Antonio Carradori, nel suo poemetto inedito La Rocca dei Dagomari, parla dell'eccidio:
"[...] Allorchè truci

Orde ispaniche, come una tempesta,

Piombarono su Prato e le sue vie

D'ululati, di stragi e d'inusate

Infamie empiro... [...]"